# Élection présidentielle de 2006 en république démocratique du Congo
L'élection présidentielle de 2006 en république démocratique du Congo s'est tenue le 30 juillet 2006. Elle vise à élire notamment le président de la république démocratique du Congo. Plus de 25,6 millions d’électeurs pour un pays de soixante millions d’habitants sont appelés à participer aux premières élections présidentielle et législatives libres en république démocratique du Congo depuis 1965, cinq ans après l’indépendance du pays.
La Commission électorale indépendante (CEI) — présidée par l'abbé Malu Malu — a retenu 33 candidats pour cette élection.
Le coût des élections, évalué à 370 millions d’euros, est défrayé par la communauté internationale.  L'Union européenne met aussi en place l'EUFOR, une troupe de 1 400 hommes, afin de maintenir la paix à Kinshasa.
La campagne électorale débute le 17 avril 2006.

## Mode de scrutin
Le président de la RDC est élu au scrutin uninominal majoritaire à deux tours pour un mandat de cinq ans renouvelable une seule fois).
Selon l'article 65 de la constitution, le président reste en fonction jusqu’à la fin de son mandat qui, sauf cas de force majeure reconnue et déclarée par la Cour constitutionnelle, doit coïncider avec la prise de fonction effective de son successeur élu. Si le mandat présidentiel expire sans qu'un nouveau président soit élu, le président sortant reste ainsi en place jusqu'à l'organisation du scrutin.

## Candidats
Les 33 candidats définitifs à l’élection présidentielle de 2006 sont :
- Kasonga Banyingela (APE)
- Jean-Pierre Bemba Gombo (MLC)
- Eugène Diomi Ndongala (DC)
- Antoine Gizenga (Palu)
- Bernard Emmanuel Kabatu Suila (Union socialiste libérale ou USL)
- Joseph Kabila Kabange - indépendant
- Gérard Kamanda wa Kamanda (FCN/Me Kamanda)
- Oscar Kashala Lukumuenda (UREC et alliés)
- Norbert Likulia Bolongo - indépendant
- Roger Lumbala (RCDN)
- Guy Patrice Lumumba - indépendant
- Vincent de Paul Lunda Bululu (RSF)
- Pierre Anatole Matusila Malungeni ne Kongo - indépendant
- Christophe Mboso (CRD)
- Antipas Mbusa Nyamwisi (Forces du renouveau), appelle son électorat à voter pour le candidat Joseph Kabila.
- Abdu (RNS)
- François Joseph Mobutu Nzanga Ngbangawe (UDEMO)
- Florentin Mokonda Bonza (CDC)
- Timothée Moleka Nzulama (UPPA)
- Justine Mpoyo Kasa-Vubu (MD)
- Jonas Mukamba Kadiata Nzemba (ADECO)
- Paul Joseph Mukungubila Mutombo - indépendant
- Osée Muyima Ndjoko (R2D)
- Arthur Z'ahidi Ngoma (Camp de la Patrie)
- Jacob Niemba Souga (CPC)
- Marie-Thérèse Nlandu Mpolo Nene (CONGO-PAX)
- Wivine N'Landu Kavidi (UDR)
- Catherine Marthe Nzuzi wa Mbombo (MPR/Fait privé)
- Joseph Olengankoy Mukundji (FONUS)
- Pierre Pay-Pay wa Syakasighe (CODECO)
- Azarias Ruberwa Manywa (RCD)
- Hassan Thassinda Uba Thassinda (CAD)

L’Union pour la démocratie et le progrès social (UDPS), principal parti d’opposition présidé par Étienne Tshisekedi wa Mulumba a décidé de boycotter ces élections en raison d’un manque de transparence et le refus de la CEI de rouvrir les bureaux d’enregistrements des électeurs pour permettre à ses militants de participer au scrutin.

## Résultats détaillés

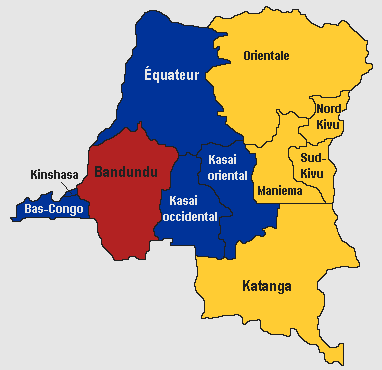
Candidats arrivés en tête du 1er tour par provinces:
Joseph Kabila
Jean-Pierre Bemba
Antoine Gizenga

| Candidat                  | Candidat                                   | Parti                     | Premier tour | Premier tour | Second tour | Second tour |
| Candidat                  | Candidat                                   | Parti                     | Voix         | %            | Voix        | %           |
| ------------------------- | ------------------------------------------ | ------------------------- | ------------ | ------------ | ----------- | ----------- |
|                           | Joseph Kabila                              | Indépendant-PPRD          | 7 590 485    | 44,81        | 9 436 779   | 58,05       |
|                           | Jean-Pierre Bemba                          | MLC                       | 3 392 592    | 20,03        | 6 819 822   | 41,95       |
|                           | Antoine Gizenga                            | PALU                      | 2 211 280    | 13,06        |             |             |
|                           | François-Joseph Mobutu Nzanga              | UDEMO                     | 808 397      | 4,77         |             |             |
|                           | Oscar Kashala Lukumuenda                   | UREC                      | 585 410      | 3,46         |             |             |
|                           | Azarias Ruberwa                            | RCD                       | 285 641      | 1,69         |             |             |
|                           | Pierre Pay-Pay wa Syakasighe               | CODECO                    | 267 749      | 1,58         |             |             |
|                           | Vincent de Paul Lunda Bululu               | RSF                       | 237 257      | 1,40         |             |             |
|                           | Joseph Olenghankoy Mukundji                | FONUS                     | 102 186      | 0,60         |             |             |
|                           | Pierre Anatole Matusila Malungeni ne Kongo | Indépendant               | 99 408       | 0,59         |             |             |
|                           | Antipas Mbusa Nyamwisi                     | FR                        | 96 503       | 0,57         |             |             |
|                           | Bernard Emmanuel Kabatu Suila              | USL                       | 86 143       | 0,51         |             |             |
|                           | Eugène Diomi Ndongala                      | DC                        | 85 897       | 0,51         |             |             |
|                           | Banyingela Kasonga                         | APE                       | 82 045       | 0,48         |             |             |
|                           | Christophe Mboso N'kodia Pwanga            | CRD                       | 78 983       | 0,47         |             |             |
|                           | Norbert Likulia Bolongo                    | Indépendant               | 77 851       | 0,46         |             |             |
|                           | Roger Lumbala                              | RCDN                      | 75 644       | 0,45         |             |             |
|                           | Justine M'poyo Kasa-Vubu                   | MD                        | 75 065       | 0,44         |             |             |
|                           | Guy Patrice Lumumba                        | Indépendant               | 71 669       | 0,42         |             |             |
|                           | Catherine Marthe Nzuzi wa Mbombo           | MPR                       | 65 188       | 0,38         |             |             |
|                           | Bonioma Kalokola Alou                      | Indépendant               | 63 692       | 0,38         |             |             |
|                           | Paul Joseph Mukungubila Mutombo            | Indépendant               | 59 228       | 0,35         |             |             |
|                           | Arthur Ngoma Z'ahidi                       | CP                        | 57 277       | 0,34         |             |             |
|                           | Wivine N'landu Kavidi                      | UDR                       | 54 482       | 0,32         |             |             |
|                           | Gérard Kamanda wa Kamanda                  | FCN                       | 52 084       | 0,31         |             |             |
|                           | Florentin Mokonda Bonza                    | CDC                       | 49 292       | 0,29         |             |             |
|                           | Mbuyi Kalala Alafuele                      | RNS                       | 44 030       | 0,26         |             |             |
|                           | Jacob Niemba Souga                         | CPC                       | 40 188       | 0,24         |             |             |
|                           | Jonas Mukamba Kadiata Nzemba               | ADECO                     | 39 973       | 0,24         |             |             |
|                           | Marie Thérèse Nlandu Mpolo Nene            | CONGO-PAX                 | 35 587       | 0,21         |             |             |
|                           | Osée Muyima Ndjoko                         | R2D                       | 25 198       | 0,15         |             |             |
|                           | Hassan Thassinda uba Thassinda             | CAD                       | 23 327       | 0,14         |             |             |
|                           | Timothée Moleka Nzulama                    | UPPA                      | 17 753       | 0,10         |             |             |
|                           |                                            |                           |              |              |             |             |
| Votes valides             | Votes valides                              | Votes valides             | 16 937 534   | 94,46        | 16 256 601  | 97,84       |
| Votes blancs ou invalides | Votes blancs ou invalides                  | Votes blancs ou invalides | 993 704      | 5,54         | 358 878     | 2,16        |
| Total                     | Total                                      | Total                     | 17 931 238   | 100          | 16 615 479  | 100         |
| Abstention                | Abstention                                 | Abstention                | 7 488 961    | 29,46        | 8 804 720   | 34,64       |
| Inscrits/Participation    | Inscrits/Participation                     | Inscrits/Participation    | 25 420 199   | 70,54        | 25 420 199  | 65,36       |

### Deuxième tour
Le deuxième tour s'est déroulé le 29 octobre 2006. Selon certaines sources, l'importance des moyens financiers et médiatiques expliquerait la présence de Joseph Kabila et Jean-Pierre Bemba au second tour, et le fait que ce dernier ait fait essentiellement campagne en lingala (et Kabila en swahili) expliquerait le fait que Bemba ait la préférence à Kinshasa, mais aussi au Kasaï, en Équateur et dans le Bas-Congo.

### Résultats par province
| Province   | Électeurs  | Votants    | Partici- pation | Suffrages | Suffrages | Suffrages  | Jean-Pierre Bemba | Jean-Pierre Bemba | Joseph Kabila | Joseph Kabila |
| Province   | Électeurs  | Votants    | Partici- pation | Nuls      | Blancs    | Exprimés   | Votes             | %                 | Votes         | %             |
| ---------- | ---------- | ---------- | --------------- | --------- | --------- | ---------- | ----------------- | ----------------- | ------------- | ------------- |
| Province   | Électeurs  | Votants    | Partici- pation | Nuls      | Blancs    | Exprimés   |                   |                   |               |               |
| Bandundu   | 2 925 126  | 1 480 921  | 50,63 %         | 26 580    | 4 541     | 1 449 400  | 877 560           | 60,55             | 571 840       | 39,45         |
| Bas-Congo  | 1 227 775  | 633 463    | 51,59 %         | 19 438    | 3 807     | 610 218    | 452 409           | 60,55             | 157 809       | 39,48         |
| Équateur   | 2 923 680  | 2 468 917  | 84,45 %         | 20 961    | 6 067     | 2 441 889  | 2 372 326         | 97,15             | 69 563        | 2,85          |
| Kasaï-Occ. | 2 010 405  | 1 033 756  | 51,42 %         | 20 746    | 3 221     | 1 009 789  | 774 514           | 76,70             | 235 275       | 23,30         |
| Kasaï-Or.  | 1 975 430  | 842 926    | 42,67 %         | 14 219    | 3 823     | 824 884    | 556 088           | 67,41             | 268 796       | 32,59         |
| Katanga    | 3 473 936  | 2 625 458  | 75,58 %         | 31 380    | 7 725     | 2 586 353  | 161 378           | 6,24              | 2 424 975     | 93,76         |
| Kinshasa   | 2 950 884  | 1 685 250  | 57,11 %         | 27 082    | 23 492    | 1 650 276  | 1 122 231         | 68,00             | 528 045       | 32,00         |
| Maniema    | 626 327    | 502 487    | 80,23 %         | 4 525     | 1 256     | 496 706    | 8 296             | 1,67              | 488 410       | 98,33         |
| Nord-Kivu  | 2 451 475  | 1 888 975  | 77,05 %         | 33 842    | 13 100    | 1 842 033  | 65 373            | 3,55              | 1 776 660     | 96,45         |
| Orientale  | 3 241 423  | 2 069 325  | 63,84 %         | 66 909    | 21 332    | 1 981 084  | 406 532           | 20,52             | 1 574 552     | 79,48         |
| Sud-Kivu   | 1 651 262  | 1 388 001  | 84,06 %         | 20 487    | 3 545     | 1 363 969  | 23 115            | 1,69              | 1 340 854     | 98,31         |
|            |            |            |                 |           |           |            |                   |                   |               |               |
| Total      | 25 420 199 | 16 615 479 | 65,36 %         | 286 369   | 72 509    | 16 256 601 | 6 819 822         | 41,95             | 9 436 779     | 58,05         |

### Proclamation
Le 27 novembre 2006, la Cour suprême de justice après avoir rejeté les recours introduits par Jean-Pierre Bemba confirme les résultats publiés le 15 novembre par la Commission électorale indépendante et proclame Joseph Kabila, vainqueur de l’élection présidentielle.